# رضوان بن تتش
فخرالمُلکْ رضوان (درگذشته در ۱۰ دسامبر ۱۱۱۳) حاکم سلجوقی حلب در بین سال‌های ۱۰۹۵ تا ۱۱۱۳ بوده‌است. وی پسر تُتُش بود که در زمان حکومت برادرش، ملکشاه یکم، امارتی در سوریه تشکیل داد. پس از مرگ ملکشاه، تتش مدعی تاج‌وتخت سلجوقیان شد اما در رقابت با بَرکیارُق شکست خورد و کشته شد. پس از مرگ وی، رضوان عازم حلب شد و خود را امیر آن شهر اعلام کرد.

## فرمانروایی

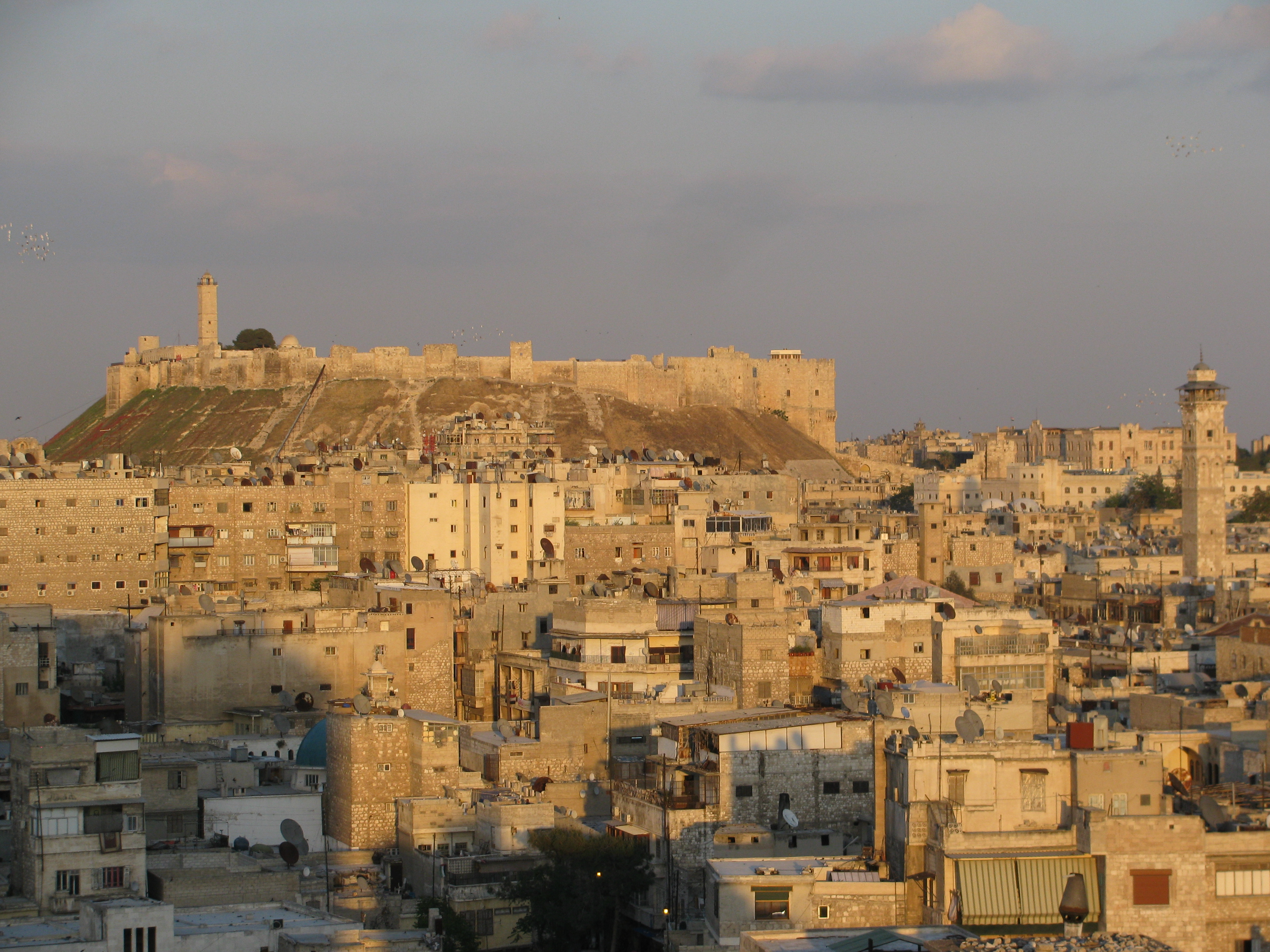
ارگ شهر حلب

او پسر تتش یکم و برادر دُقاق بود اما به‌وسیلهٔ اتابکش، جناح‌الدوله حسین، پرورش یافت. هنگامی که تتش در سال ۱۰۹۶ مُرد، رضوان متصرفات او در سوریه را به ارث برد و شهر حلب را مرکز حکومتش قرار داد، گرچه مسئولیت‌های حکومت برعهدهٔ جناح‌الدوله قرار داشت. دقاق پس از چندی علیه برادرش شورش کرد و کنترل دمشق را به‌دست گرفت، که باعث به هرج‌ومرج و آشوب تمام سوریه گردید. دقاق از سوی یاغی‌سیان حاکم انطاکیه که با جناح‌الدوله نزاع داشت و با خود رضوان اختلافی نداشت، پشتیبانی می‌شد؛ اِلغازی (ایلغازی) فرماندار اورشلیم نیز به یاغی‌سیان و دقاق پیوست. رضوان با برادر الغازی، سُکمانِ اَرتُقی متحد گشت.